# Pareulype constricta
Pareulype constricta är en fjärilsart som beskrevs av Vorbrodt 1917. Pareulype constricta ingår i släktet Pareulype och familjen mätare. Inga underarter finns listade i Catalogue of Life.